# Luciano Gondou
Luciano Gondou, né le 22 juin 2001 à Rufino, est un footballeur argentin qui évolue au poste d'avant-centre au Zénith Saint-Pétersbourg.

## Biographie

### Carrière en club

#### Jeunesse et formation
Originaire de Rufino dans la province de Santa Fe, comme les anciennes gloire argentines Bernabé Ferreyra et Amadeo Carrizzo, il rejoint en 2017 le centre de formation du CA Sarmiento à Junín.
Il est prêté une saison à River Plate en 2020, repéré par l'entraîneur Marcelo Gallardo impressionné par ses performances, où il rejoint les équipes de jeune. Il participe à la Copa Libertadores des moins de 20 ans où River Plate termine second mais n'est finalement pas conservé par le club Millonarios.
À son arrivée à River Plate, il déclare que ses modèles sont deux membres de l'équipe : Lucas Pratto, pour « l'énorme dépense physique en faveur de l'équipe et qui épuise pour l'adversaire » et Rafael Santos Borré, « pour son jeu en pivot et sa finition ». Gondou cite aussi « Luis Suárez, un terrible buteur, Kun Agüero et Firmino ».

#### CA Sarmiento
Il retourne ensuite à Sarmiento où il remporte le Championnat d'Argentine de 2e division en 2020 et accède à la première division. Il signe son premier contrat professionnel en mars 2021. Baladé auparavant sur le terrain entre les postes de milieu gauche ou sur tout le front de l'attaque, il s'impose désormais comme un avant-centre solide avec ses 1,89 m.

#### Argentinos Juniors
En 2023, Argentinos Juniors achète 80 % des droits de Gondou pour 3,5 millions de dollars. Pour son troisième match avec sa nouvelle équipe, il inscrit un doublé face à River Plate.
Il est titulaire lors des deux huitièmes de finale de la Copa Libertadores contre Fluminense. Il termine sa première saison avec 9 buts inscrits en 17 matchs joués.

### Carrière en sélection
En octobre 2023, Gondou est convoqué pour la première fois avec l'équipe d'Argentine olympique pour préparer le tournoi pré-olympique de la CONMEBOL au Venezuela, avec pour objectif la participation aux Jeux Olympiques de Paris 2024. Le 11 février 2024, Gondou inscrit le but décisif lors du dernier match face au Brésil (1-0), éliminant le rival historique et permettant à l'Argentine de terminer deuxième de la compétition et ainsi de se qualifier pour les Jeux olympiques 2024.

## Statistiques

### En club
| Saison                | Club                  | Championnat           | Championnat | Championnat | Coupe nationale | Coupe nationale | Coupe de la Ligue | Coupe de la Ligue | Supercoupe | Supercoupe | Compétition(s) continentale(s) | Compétition(s) continentale(s) | Compétition(s) continentale(s) | Total | Total |
| Saison                | Club                  | Division              | M.          | B.          | M.              | B.              | M.                | B.                | M.         | B.         | Comp.                          | M.                             | B.                             | M.    | B.    |
| 2020                  | CA Sarmiento          | Primera B Nacional    | -           | -           | 2               | 0               | -                 | -                 | -          | -          | -                              | -                              | -                              | 2     | 0     |
| 2021                  | CA Sarmiento          | Primera División      | 23          | 6           | -               | -               | 3                 | 0                 | -          | -          | -                              | -                              | -                              | 26    | 6     |
| 2022                  | CA Sarmiento          | Primera División      | 24          | 4           | 1               | 0               | 9                 | 1                 | -          | -          | -                              | -                              | -                              | 34    | 5     |
| 2023                  | CA Sarmiento          | Primera División      | 22          | 6           | 1               | 0               | -                 | -                 | -          | -          | -                              | -                              | -                              | 23    | 6     |
| Sous-total            | Sous-total            | Sous-total            | 69          | 16          | 4               | 0               | 12                | 1                 | -          | -          | -                              | -                              | -                              | 85    | 17    |
| 2023                  | Argentinos Juniors    | Primera División      | -           | -           | 1               | 0               | 14                | 9                 | -          | -          | CL                             | 2                              | 0                              | 17    | 9     |
| Total sur la carrière | Total sur la carrière | Total sur la carrière | 69          | 16          | 5               | 0               | 26                | 10                | -          | -          | -                              | 2                              | 0                              | 102   | 26    |

## Palmarès

### En club
| CA Sarmiento (1) :                                               |
| ---------------------------------------------------------------- |
| - Championnat d'Argentine de 2e division (1) : - Champion : 2020 |

### En sélection
| Argentine olympique :                       |
| ------------------------------------------- |
| - Tournoi pré-olympique : - Deuxième : 2024 |